# 前田秀繼
前田秀繼（生年不詳—1586年1月18日）是日本戰國時代武將。津幡城、今石動城、木舟城城主。前田利春的六男。母親是長齢院（竹野氏女）。前田利家的弟弟。別名右近。

## 生平
在天正3年（1576年）於越前府中被利家賜予1千石。石高與前田安勝、青山吉次並列為家中最高。
在天正11年（1583年）擔任加賀國津幡城的守將並得到7千石。由這段時期開始，利家與治理鄰國越中國的佐佐成政之間的關係漸漸變得緊張，兩者相爭並在加賀、越中國境周邊設置數十個城砦，或進行改修，不過這個防衛線越過國境並進入到加賀領內，在末森城之戰以後被迫至津幡城附近。以後數年都經常立於與佐佐對峙的最前線。
在天正12年（1584年）與攻撃能登國末森城的佐佐成政軍戰鬥（末森城之戰）。參與迎接前來救援的利家軍勢進入津幡城的軍議。在同年與兒子利秀一同攻略越中國境的倶利伽羅峠的防衛據點龍峰城，此時擊退佐佐平左衛門而立下戰功。
在天正13年（1585年）4月進入為攻略越中而築起的重要據點今石動城。同年5月，佐佐軍5千人進攻今石動城（今石動合戰），此時與利秀一同以寡兵死守今石動城。在援軍到達之前一直堅持並擊退神保氏張、佐佐平左衛門等人並立下軍功，因為這次功勞而被豐臣秀吉賞賜黄金百兩和御道服。
同年8月8日，豐臣秀吉率領10萬士兵討伐佐佐成政。28日，成政降伏，於是越中被平定（富山之役）。此時被利家賜予新領地中的越中三郡，於是成為越中國木舟城城主並領有4萬石。同年11月的天正大地震令木舟城完全崩塌，與妻子及多數部下死亡。這個遺領被利秀繼承。
戒名是瑞光院殿蜜庵永傳大居士。墓所在富山縣小矢部市矢波的高德寺跡。

## 逸話
- 在利家的兄弟中，利家與秀繼的關係特別良好，經常接納秀繼的意見。（『村井寬十郎覺書』）

- 傳說指天正大地震的起因是秀繼把木舟明神的御神體投進木舟城的濠沖而令神靈作祟。

- 在越中國冰見（現今富山縣冰見市）的商人田中屋權右衛門的日記（『應響雜記』）中，記述了與前田利家和前田利常一樣，有秀繼和利秀的第二百五十回忌。

## 登場作品
- 『利家與松』（2002年 NHK大河劇 演員：菅原加織，少年期：內山昂輝）